# Grenada na Letnich Igrzyskach Olimpijskich 1988
Grenadę na Letnich Igrzyskach Olimpijskich 1988 reprezentowało 6 zawodników: 4 mężczyzn i 2 kobiety.

## Skład kadry

### Boks
Mężczyźni
- Tad Joseph
  - waga kogucia - 33. miejsce

- Garth Felix
  - waga lekkośrednia - 32. miejsce

- John Tobin
  - waga średnia - 17. miejsce

- Chris Collinsh
  - waga półciężka - 9. miejsce

### Lekkoatletyka
Kobiety
- Agnes Griffith
  - bieg na 100 m - odpadła w eliminacjach
  - bieg na 200 m - odpadła w eliminacjach

- Arlene Vincent Mark
  - maraton - 62. miejsce